# Aisthitiko Dasos Nestou
Aisthitiko Dasos Nestou este o arie protejată (arie specială de conservare — SAC, sit de importanță comunitară — SCI) din Grecia întinsă pe o suprafață de 2.378,19 ha, integral pe uscat.

## Localizare
Centrul sitului Aisthitiko Dasos Nestou este situat la coordonatele 41°06′34″N 24°43′00″E / 41.109407°N 24.716637°E.

## Înființare
Situl Aisthitiko Dasos Nestou a fost declarat sit de importanță comunitară în august 1996 pentru a proteja 10 specii de animale. Situl a fost protejat și ca arie specială de conservare în martie 2011.

## Biodiversitate
Situată în ecoregiunea mediteraneană, aria protejată conține 5 habitate naturale: Grohotișuri est-mediteraneene, Pante stâncoase calcaroase cu vegetație casmofită, Păduri pe pante, grohotișuri și ravene de Tilio-Acerion, Galerii de Salix alba și de Populus alba, Păduri de Platanus orientalis și Liquidambar orientalis (Platanion orientalis).
La baza desemnării sitului se află mai multe specii protejate:
- amfibieni (2): izvoraș-cu-burta-galbenă (Bombina variegata), Triturus karelinii
- mamifere (1): vidră de râu (Lutra lutra)
- pești (3): Barbus strumicae, Cobitis taenia Complex, boarță (Rhodeus amarus)
- reptile (4): țestoasa de baltă (Emys orbicularis), Mauremys rivulata, Testudo graeca, țestoasă bănățeană (Testudo hermanni)

Pe lângă speciile protejate, pe teritoriul sitului au mai fost identificate 5 specii de plante, 1 specie de amfibieni, 5 specii de mamifere, 9 specii de reptile.